# 佐古純一郎
佐古 純一郎（さこ じゅんいちろう、1919年〈大正8年〉3月7日 - 2014年〈平成26年〉5月6日）は、日本の文芸評論家、二松学舎大学名誉教授、日本基督教団中渋谷教会名誉牧師。

## 略歴
大正8年（1919年）、徳島県名西郡神山町生まれ。旧制徳島中学校（現在の徳島県立城南高等学校）を経て朝鮮全羅南道光州東中学校を卒業。
昭和13年（1938年）、二松学舎専門学校入学。在学中の昭和15年（1940年）に亀井勝一郎を訪問。以後師事する。昭和16年（1941年）、二松学舎専門学校卒業。同年、日本大学法文学部宗教学科入学。同年5月、改造社が募集した第一回文芸推薦評論に『歴史と人間』が佳作入選。大学在学中の昭和18年（1943年）、創元社に入社。小林秀雄に知遇を得て、以後指導を受ける。同年日本大学を繰り上げ卒業。
昭和19年（1944年）、海軍の召集を受け、対馬海軍警備隊の通信隊付の暗号兵に配属。昭和20年（1945年）8月、対馬の竹敷にて終戦を迎える。
昭和23年（1948年）、日本基督教団中渋谷教会にて洗礼を受ける。昭和24年（1949年）、日本聖書神学校本科入学、昭和26年（1951年）に退学。同年、第一論評集『純粋の探求』を出版。
昭和29年（1954年）、文学界の第一回課題評論に『椎名麟三論』が入選。同年8月、創元社退職。9月、角川書店入社。
昭和32年（1957年）、朝日新聞に「文学はこれでいいのか」を発表。「文学はこれでいいのか」論争の発端となる。同年9月、角川書店退職。以後、執筆生活に入る。
文芸評論を主として執筆活動をする傍ら、宇都宮大学、聖心女子大学、上智大学、日本女子大学、二松学舎大学等の講師を歴任し、二松学舎大学教授、学校法人二松学舎理事等を経て、昭和61年（1986年）、二松学舎大学学長に就任。
平成2年（1990年）、二松学舎大学名誉教授。1998年(平成11年)日本キリスト教文化協会よりキリスト教功労者の表彰を受ける。
平成26年（2014年）5月6日午前10時12分、老衰のため東京都西東京市の老人ホームで死去。95歳没。

## 人物
二松学舎専門学校在学中に亀井勝一郎に師事し、評論家となることを決意する。
創元社時代のエピソードを隆慶一郎が記しており、それによると、編集会議において佐古純一郎は自身が提出した企画をめぐり、小林秀雄（当時、創元社の編集顧問）と論争となり、小林秀雄から殴られて2階の階段から落ちたという。なお、隆慶一郎は小林秀雄が編集顧問であった時期の創元社・東京支店について、「奇妙な出版社だった」、営利団体ではなく小林秀雄らによる「正に一個の塾だった」とその印象を述べている。
戦後、若手文芸評論家として台頭し、キリスト教を交えた独特の文芸評論を確立し、椎名麟三、遠藤周作、三浦綾子らと親交を持った。
評論活動と同時に各大学でも教鞭を取り、後に二松学舎大学学長に就任した。

## 著書
- 『純粋の探求』 甲陽書房、1951
- 『漱石の文学における人間の運命 マタイ伝一六章二六節の講解』 一古堂書店、1955
- 『倫理への感覚』 一古堂書店、1955
- 『小林秀雄ノート』 一古堂書店、1955
- 『芥川龍之介における芸術の運命』 一古堂書店、1956
- 『信仰と文学』　現代文藝社、1956
- 『孤独なる信徒』 現代文藝社、1956
- 『文学はこれでいいのか』 現代文藝社、1957
- 『文学にあらわれた現代人の不安と苦悩』 日本YMCA同盟、1957 (教養新書)
- 『近代日本文学の悲劇』 現代文藝社、1957
- 『文学に何を求めるか』 思潮社、1958
- 『文学的人生論』 知性社、1958
- 『大いなる邂逅』 教文館、1958
- 『太宰治におけるデカダンスの倫理』現代文藝社、1958
- 『愛されない悩みと愛しえない苦しみ 友情・恋愛・結婚の真実』 知性社、1958
- 『文学をどう読むか』 現代教養文庫、1958
- 『生きること・愛すること』 思潮社、1959
- 『ここに愛がある』 ぐろりあ、1959
- 『家からの解放 近代日本文学にあらわれた家と人間』 春秋社、1959
- 『佐古純一郎著作集』全8巻、春秋社、1960-61
- 『現代人は愛しうるか』 新教出版社、1961
- 『私の政治的発言 信教の自由は侵されている』 日本YMCA同盟出版部、1961
- 『新しい人間像を求めて』 新教出版社、1963
- 『文学に現われた現代の青春像』 日本基督教団出版部、1963
- 『生きる意味について』 教文館、1963 (現代キリスト教双書)
- 『人生はこれでいいか 勇気を燃やすために』 青春出版社、1963
- 『太宰治論』 審美社、1963
- 『「罪と罰」ノート』
- 『戦後文学論』 昌美出版社、1963
- 『キリスト教問答』 教文館、1963
- 『近代日本文学とキリスト教』 有信堂、1964
- 『自伝的信仰入門』 緑地社、1964
- 『一基督者の人生観』 理想社、1965
- 『キリスト教と文学』 新教出版社、1965 (新教新書)
- 『近代日本文学の倫理的探求』 審美社、1966
- 『文学を考える』 林書店、1966
- 『私たちの人生案内 高校生のためのキリスト教入門』 新教出版社、1966
- 『愛すること生きること』 華書房、1966 (ハナ・ブックス)
- 『文学の探求』 審美社、1967
- 『文学に現われた人間像 虚像と実像の探究』 富士書院、1967
- 『親鸞 その宗教的実存』 教文館、1967
- 『自由と愛の人生』 教文館、1967 (現代キリスト教双書)
- 『青春の必読書 日本編』 旺文社新書、1967
- 『無くてはならぬもの人間ほんとうの生き方』 青春出版社、1968
- 『宗教と文学』 桂書房、1968
- 『拠りどころを求めて 人間の生きかた・人生の考えかた』 日本文芸社、1968
- 『青春この大切なもの』 二見書房、1969
- 『真実なる対話を求めて』 日本基督教団出版局、1969
- 『希望の人生論 自己自身であるための探求』 毎日新聞社、1970
- 『芭蕉 その詩的実存』 教文館、1970
- 『欠くべからざること 生きる価値の創造』 大和書房、1970
- 『読書論』 教文館、1972 (現代キリスト教双書)
- 『人生を支えることば 生きる勇気を名言に学ぶ』 PHP研究所、1975
- 『文学における根源存在の探求』 公論社、1977
- 『椎名麟三と遠藤周作』 日本基督教団出版局、1977
- 『夏目漱石論』 審美社、1978
- 『聖書をどう読むか 人間として真実に生きるための指針』 大和出版、1978
- 『私の出会い』 審美社、1979
- 『豊饒の季節 豊かな老いの生き方』 PHP研究所、1979
- 『人間の探求』 審美社、1980
- 『祈る人  キリスト教入門』 弥生書房、1983
- 『森有正の日記』 新地書房、1986、新版・朝文社
- 『パウロと親鸞』 朝文社、1989
- 『キリスト教入門』 朝文社、1989
- 『三浦綾子のこころ』 朝文社、1989
- 『漱石論究』 朝文社、1990
- 『夏目漱石の文学』 朝文社、1990
- 『芥川論究』 朝文社、1991
- 『私の宗教観』 朝文社、1991
- 『芥川竜之介の文学』 朝文社、1991
- 『使徒パウロ 1-2』 朝文社、1991-97
- 『太宰治の文学』 朝文社、1992
- 『ヘルマン・ヘッセの文学』 朝文社、1992
- 『漱石・芥川・太宰 佐藤泰正共著』 朝文社、1992
- 『太宰論究』 朝文社、1992
- 『人間の思想』 朝文社、1994
- 『近代日本思想史における人格観念の成立』 朝文社、1995
- 『新約聖書を語る』 NHKライブラリー：日本放送出版協会、1998

### 対談
- 『キリストと日本人 文学者との対話 対談集』 主婦の友社、1979
- 『パウロを語る 井上洋治対談』 朝文社、1991
- 『仏教とキリスト教の対話 ひろさちや対談』 鈴木出版、1994

### 記念論集
- 『佐古純一郎教授退任記念論文集』 朝文社、1990